# Johann Mayrhofer (Handbiker)

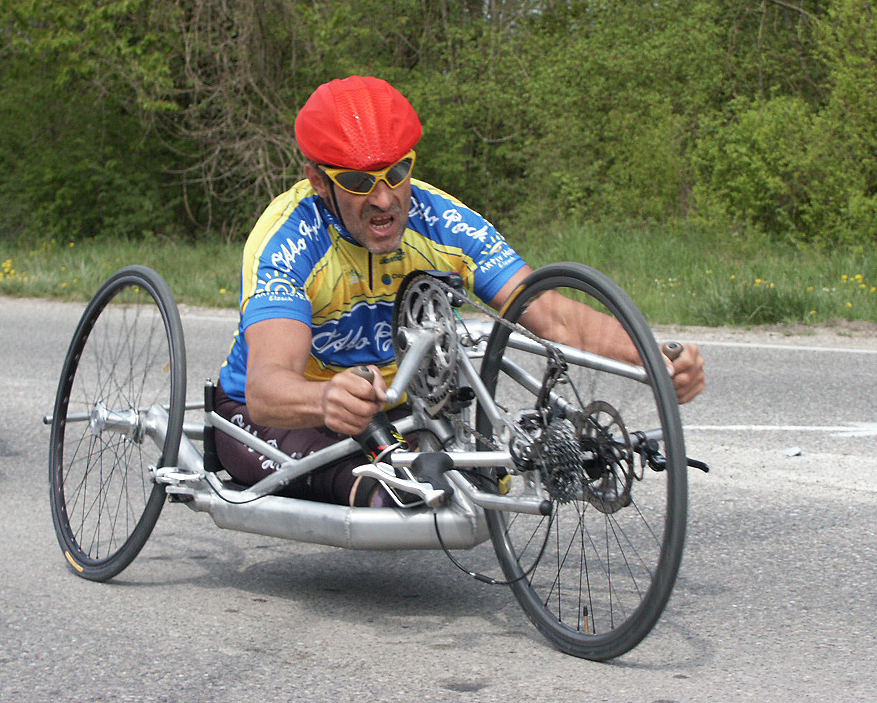
Johann Mayrhofer 2003

Johann Mayrhofer (* 29. März 1949) ist ein österreichischer Behindertensportler. Im Radsport wurde er u. a. Olympiasieger (2004), zweifacher Weltmeister sowie Europameister.

## Biographie
Seit einem Verkehrsunfall 1992 beidseitig unterschenkelamputiert, fand Mayrhofer während der Rehabilitation zum Handbikesport.
Ab 1995 fuhr er bei Rennen mit; schon beim ersten Versuch in Wiener Neustadt erreichte er einen zweiten Rang, ein Jahr darauf am gleichen Ort den ersten. Mayrhofer gewann die Europameisterschaft in Neuchatel, zwei Goldmedaillen bei der Weltmeisterschaft in Altenstadt und eine Gold- und eine Silbermedaille bei den Paralympics 2004 in Athen.
Kurios verlief der Rhein-Energie-Marathon in Bonn im Jahr 2005. Mayrhofer kollidierte im Ziel mit dem Niederländer John Reekers. Beide Handbiker stürzten. Der Belgier Wim Decleir fuhr zwischen den Gestürzten durch, und für alle drei Fahrer wurde bis auf Zehntelsekunden das gleiche Ergebnis angezeigt; Mayrhofer gewann hier mit minimalem Vorsprung. Am gleichen Tag bestritt er ein weiteres Rennen in Korschenbroich, wo er auf dem fünften Platz landete.

## Auszeichnungen
- Goldenes Ehrenzeichen für Verdienste um die Republik Österreich (2003)
- Großes Ehrenzeichen für Verdienste um die Republik Österreich (2004)

| Personendaten    | Personendaten                     |
| ---------------- | --------------------------------- |
| NAME             | Mayrhofer, Johann                 |
| ALTERNATIVNAMEN  | Mayrhofer, Hans                   |
| KURZBESCHREIBUNG | österreichischer Handbikesportler |
| GEBURTSDATUM     | 29. März 1949                     |